# Bidessus calabricus
Bidessus calabricus är en skalbaggsart som beskrevs av Guignot 1957. Bidessus calabricus ingår i släktet Bidessus och familjen dykare. Inga underarter finns listade i Catalogue of Life.